# A budapesti Katona József Színház 2008/2009-es színházi évadja
A Budapesti Katona József Színház 2008/2009-es évadja. A teátrum szócikkéhez kapcsolódó fejezet.

## A társulat tagjai
| - Ascher Tamás rendező - Bán János - Bezerédi Zoltán - Bodnár Erika - Bodó Viktor rendező - Bozsik Yvette koreográfus, rendező - Dankó István - Elek Ferenc - Fekete Ernő - Fodor Géza dramaturg - Fullajtár Andrea - Gothár Péter rendező - Hajduk Károly - Haumann Péter - Jordán Adél | - Keresztes Tamás - Kocsis Gergely - Kovács Lehel - Kun Vilmos - Lengyel Ferenc - Mattyasovszky Bence ügyvezető igazgató - Máté Gábor színész, főrendező - Máthé Erzsi - Mészáros Béla - Nagy Ervin - Olsavszky Éva - Ónodi Eszter - Pálmai Anna - Pelsőczy Réka | - Rajkai Zoltán - Rezes Judit - Sáry László zenei vezető - Szacsvay László - Szirtes Ági - Takátsy Péter - Tenki Réka - Tóth Anita - Török Tamara dramaturg - Ujlaki Dénes - Ungár Júlia dramaturg - Vajdai Vilmos - Várady Zsuzsa dramaturg - Zsámbéki Gábor igazgató |

## Bemutatók
- Gorkij: Barbárok. Bemutató: 2008. November 14. Rendező: Ascher Tamás Színlap:
- Vinnai András: Vakond. Bemutató: 2009. február 15. Rendező: Gothár Péter Utolsó előadás: 2009. május 30.Színlap:
- Shaw: A hős és a csokoládé katona. Bemutató: 2009. április 24. Rendező: Máté Gábor Színlap:

Kamra
- Edward Bond: Kétezerhetvenhét (három egyfelvonásos). Bemutató: 2008. november 15. Rendező: Zsámbéki Gábor Színlap:
- Notóriusok sorozat VI.
  - „rombolni nem színházat építeni szívesen” Bemutató: 2008. december 6.  Rendező: Máté Gábor Színlap:
- Lány, kertben. Bemutató: 2009. február 13. Rendező-koreográfus: Bozsik Yvette Színlap:
- Knut Hamsun: Éhség. Bemutató: Bemutató: 2009. április 25. Rendező: Ascher Tamás Színlap:

## További repertoárdarabok

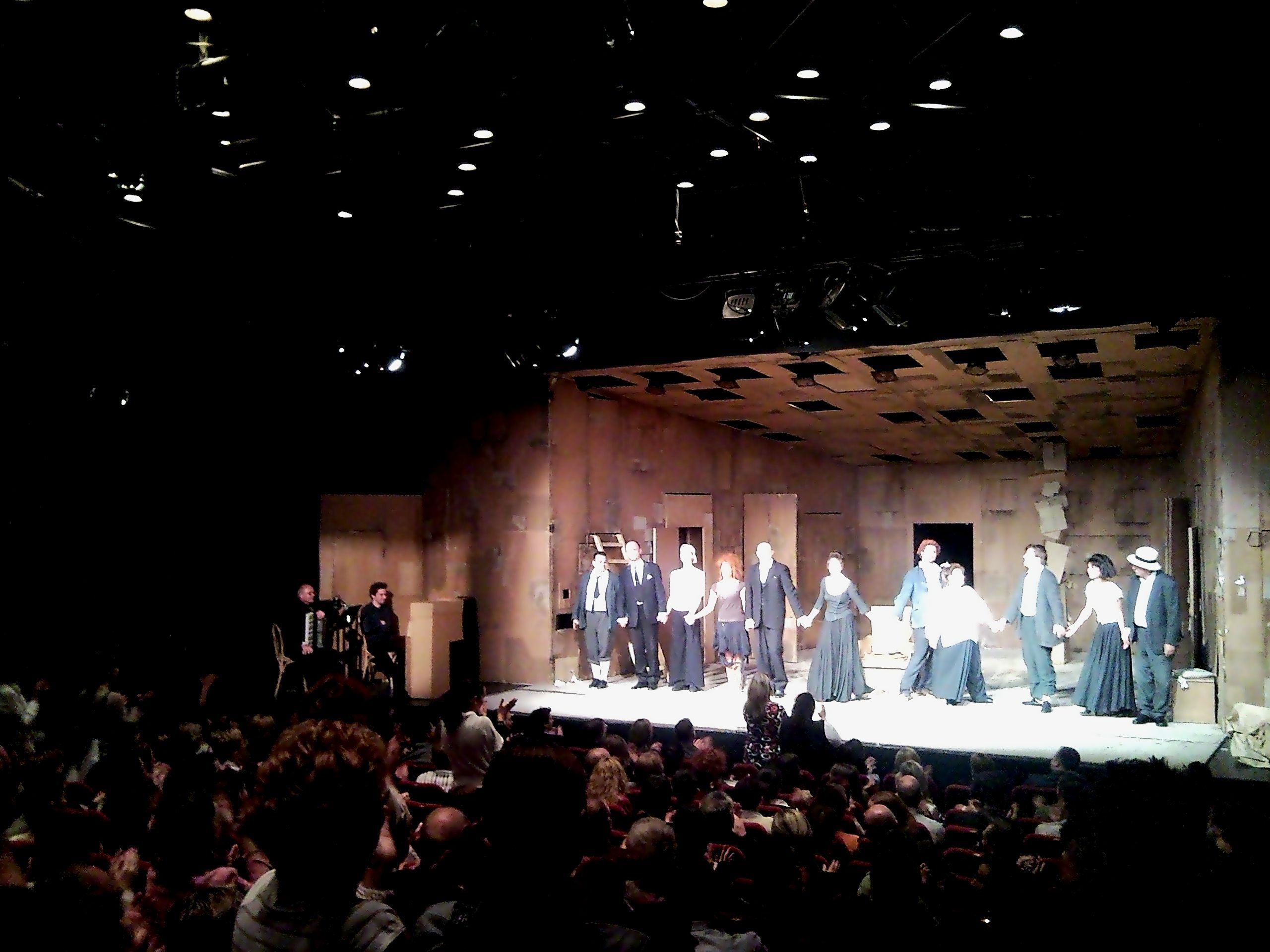
A Talizmán utolsó előadásának tapsrendje

| - Elnöknők: Bemutató időpontja: Kamra 1996. május 18. Színlap: - Portugál: Bemutató időpontja: Kamra 1998. október 18. Színlap: 2009 Változás a bemutató óta: Bese szerepében, Dévai Balázst, Hajduk Károly váltotta. - A talizmán: Bemutató időpontja: 2000. október 6. Színlap - Top Dogs Bemutató időpontja: Kamra 2002. április 20. Színlap: Változás a bemutató óta: Anna szerepében, Bertalan Ágnes helyén vendégként, Tóth Ildikó - Koccanás Bemutató:2004. január 4. Színlap - Ledarálnakeltűntem Bemutató: 2005. január 28. Színlap: - A kulcs Bemutató: 2005. Október 15. Színlap: Az utolsó, 76 előadás: 2009. március 9. - A vadkacsa Bemutató: 2007. január 16. Színlap: - A karnevál utolsó éjszakája Bemutató: 2007. március 18. Színlap: - A kulcs Bemutató: 2005. Október 15. Színlap: Az utolsó, 76 előadás: 2009. március 9. - A vadkacsa Bemutató: 2007. január 16. Színlap: - A karnevál utolsó éjszakája Bemutató: 2007. március 18. Színlap: - Mi ez a hang Bemutató: A38 Hajó, 2007. június Színlap: | - Pisztrángötös Bemutató: Kamra 2006. október 8. Színlap: Az utolsó előadás: 2008. február - Trakhiszi nők Bemutató: 2007. január 18. szezon Színlap: - Mit csinál a kongresszus? Bemutató: 2007/2008 szezon - Ivanovék karácsonya Bemutató: Kamra 2007. november 28. Színlap: Utolsó előadás: 2009. május 1. - A néger és a kutyák harca Bemutató: Kamra 2008. május 15. Színlap: Az utolsó, 25. előadás: 2009. június 3. - Macbeth Bemutató: 2008. március 14. Színlap: Az utolsó, 25. előadás : 2009. május 21. Az előadás képei, Szilágyi Lenke felvételei: - Sáskák Bemutató: 2008. május 19. Színlap: - Notóriusok sorozat V. - „Halljátok végszavam: ártatlan vagyok!” Rendező: Bezerédi Zoltán Színlap: |

## Színlapok

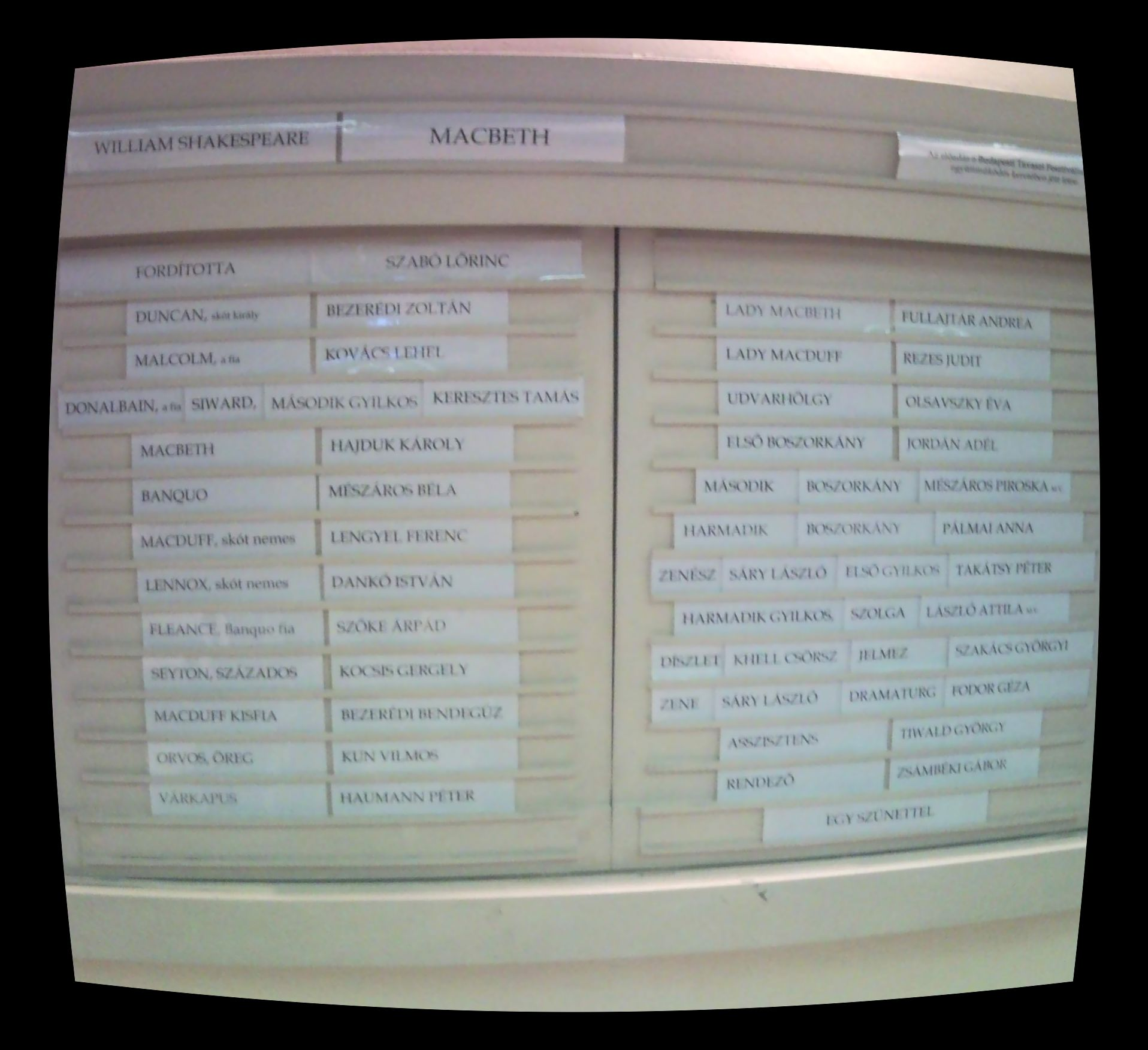
Macbeth 2009. február 28.
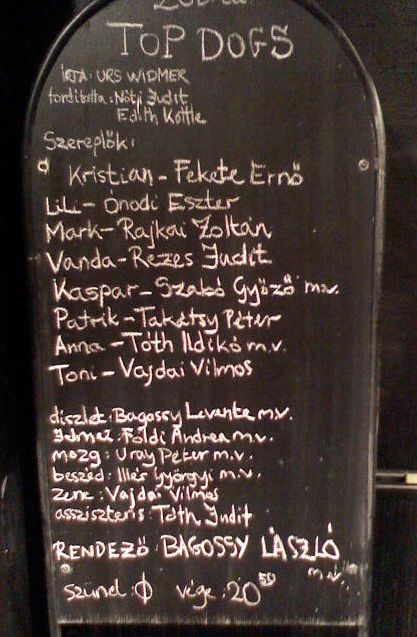
Top Dogs 2009. március
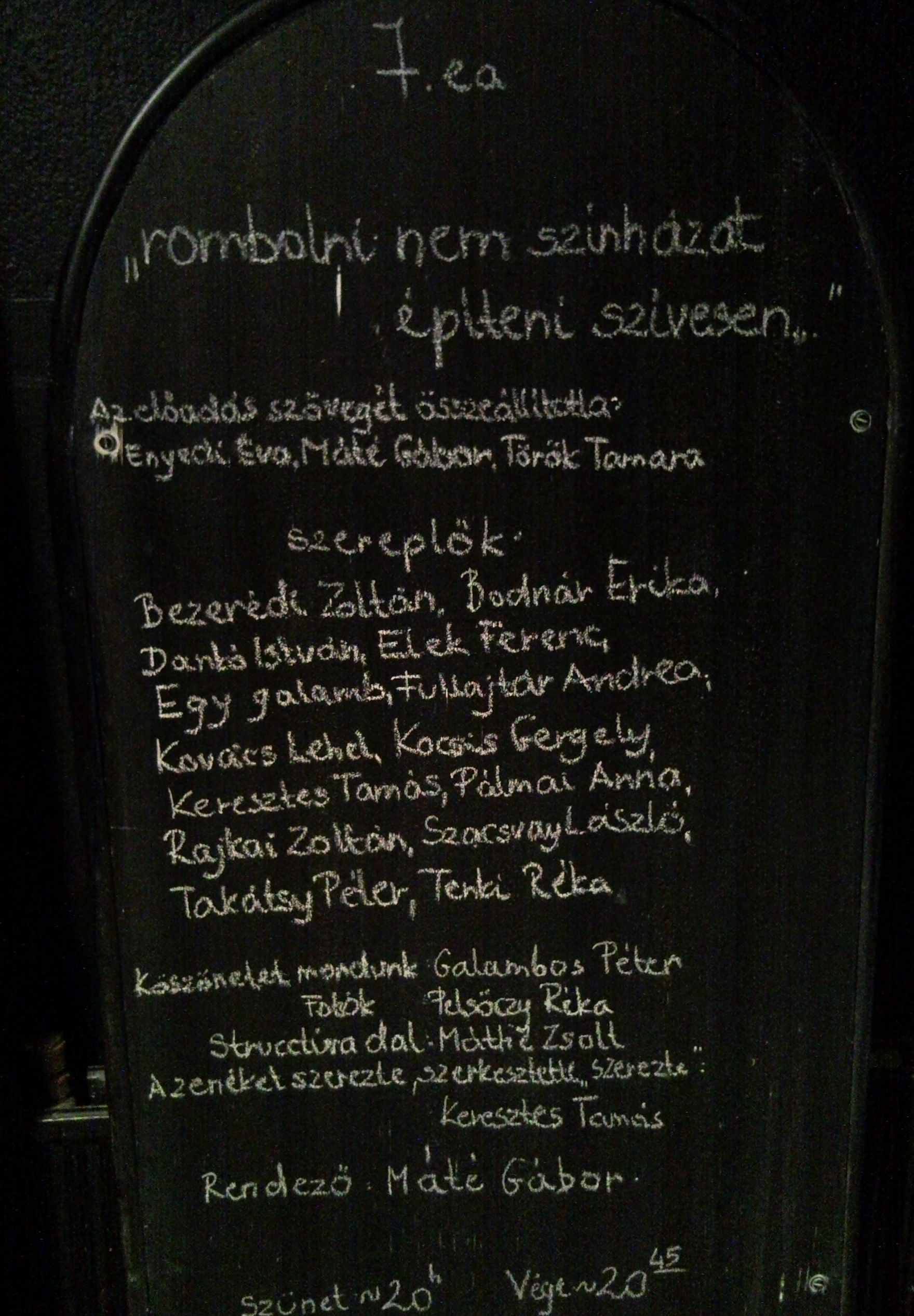
Rombolni nem... 2009. április
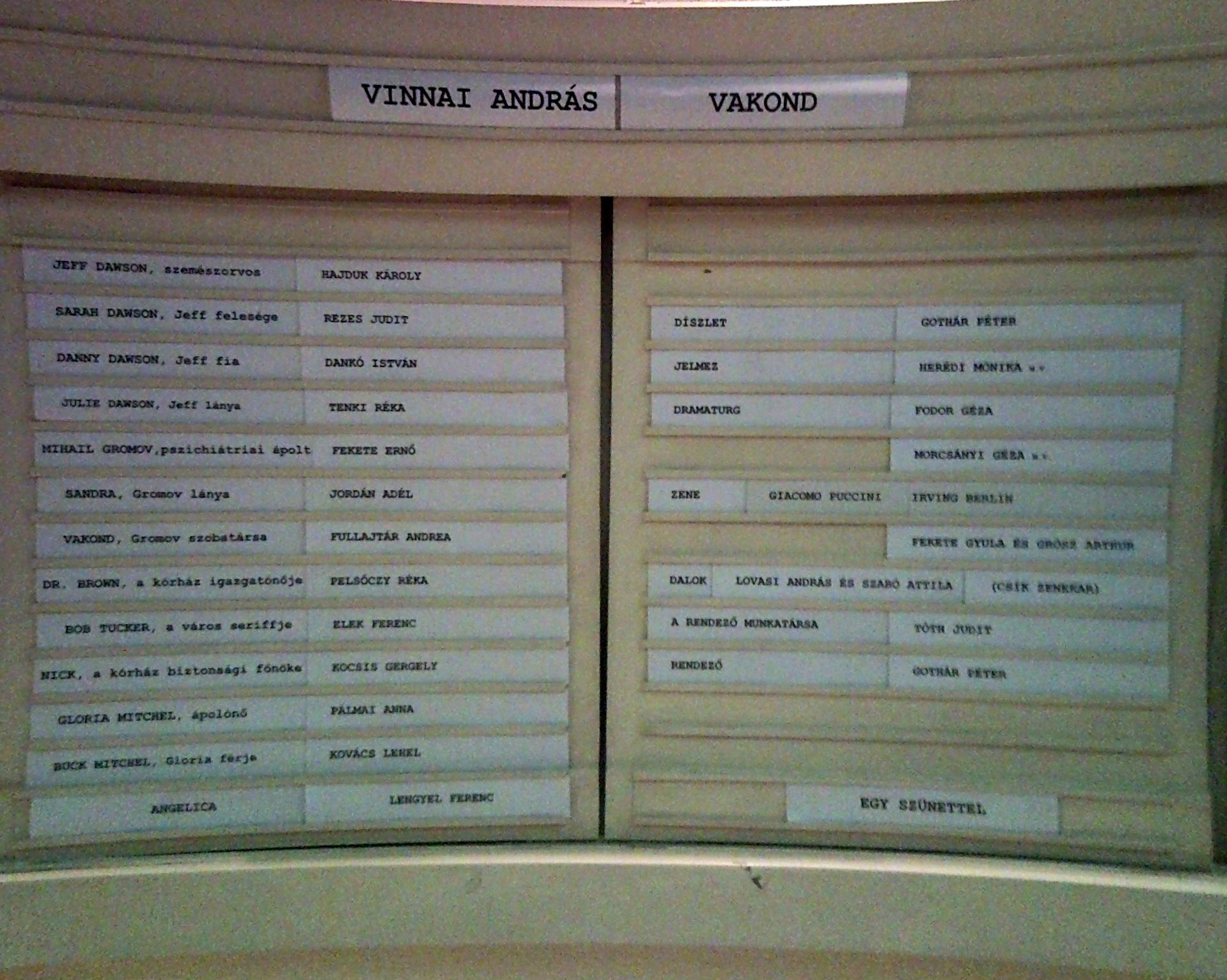
Vakond 2009. április
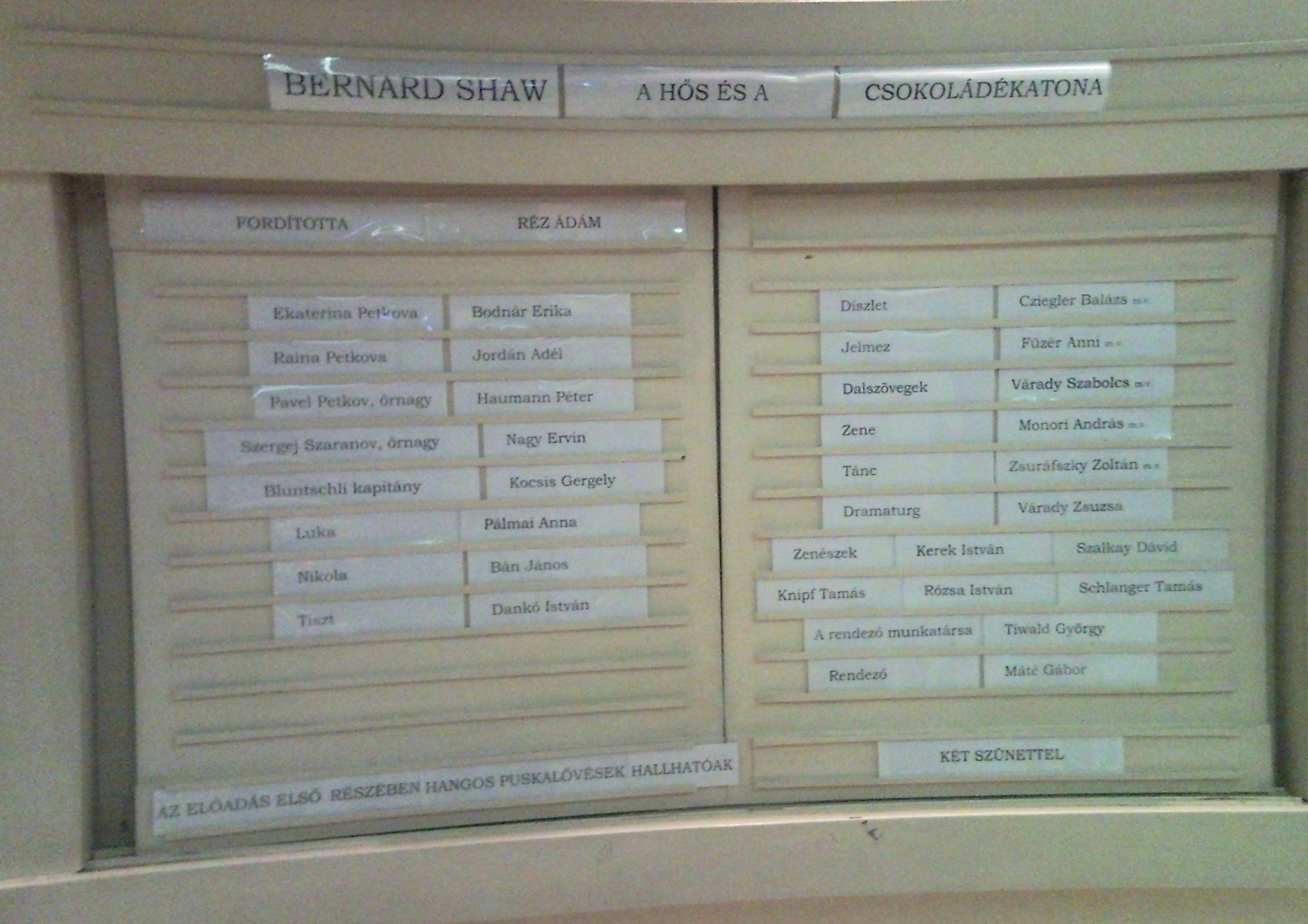
A hős és a csokoládékatona 2009. május 20.
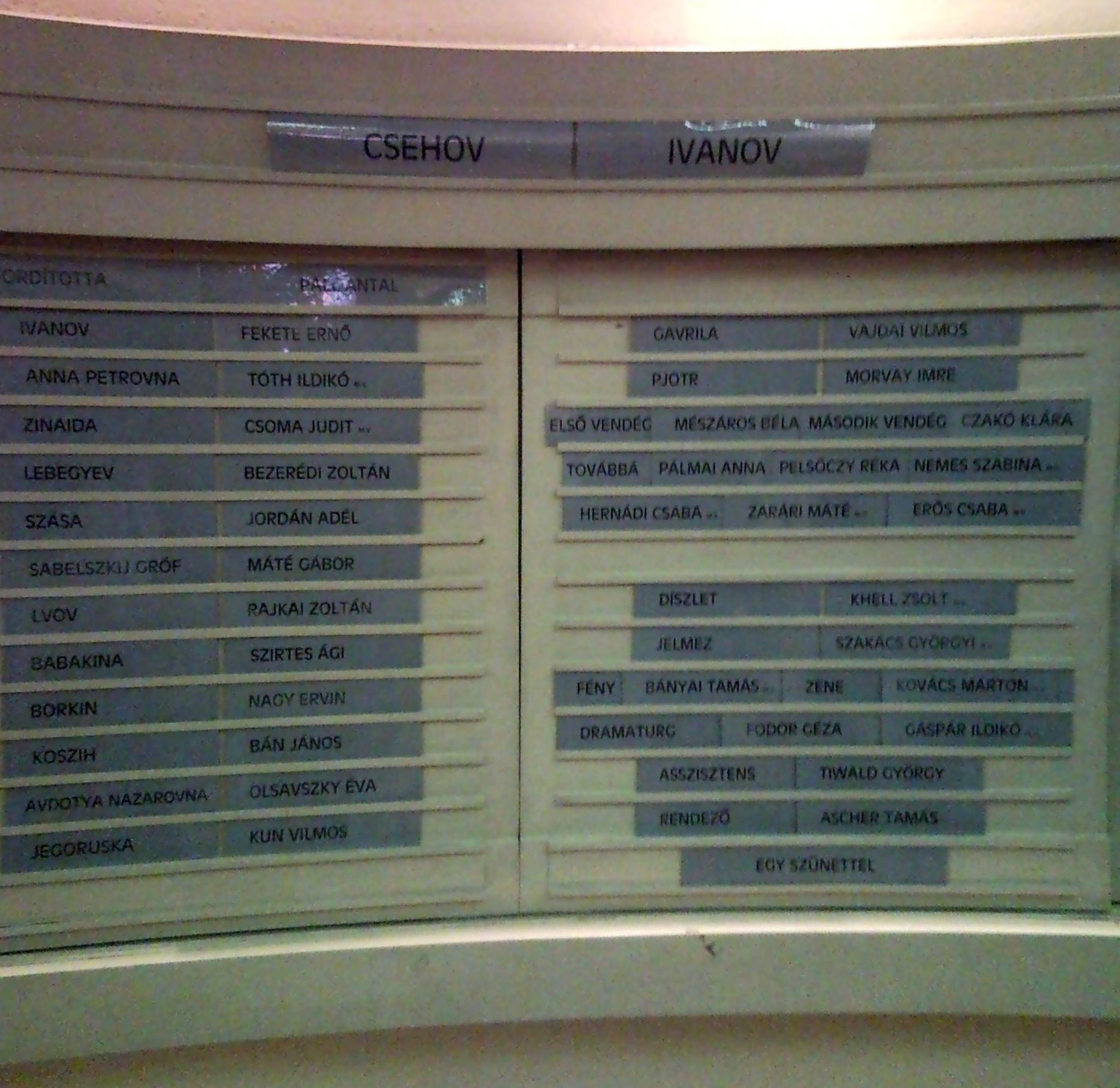
Ivanov Ismét Budapesten 2009. április 26.
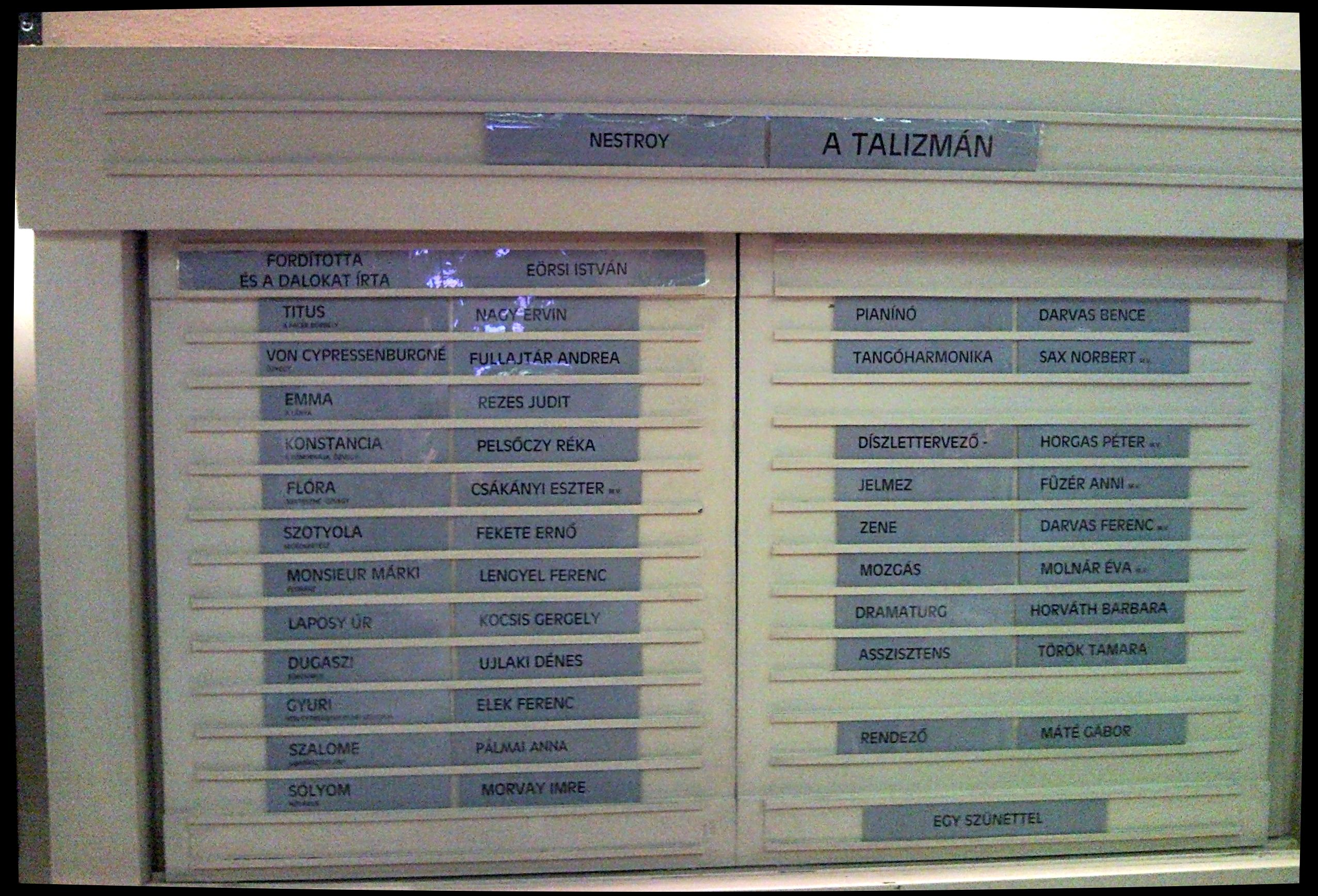
A talizmán Az utolsó előadás színlapja 2009. június 4.

## Külföldi vendégszereplések
- Ivanov – Sydney (2009. január 22–27.)
- Ivanov – Parma 2009. április 4–5.
- Ivanov – Lille 2009. május 27–28.
- Ivanov – New Haven 2009. június 24–27.
- Ivanov – New York 2009. július 7–11.  Archiválva 2010. július 14-i dátummal a Wayback Machine-ben The New York Times[halott link]
- A karnevál utolsó éjszakája – Sepsiszentgyörgy A REFLEX Nemzetközi Színházi Biennálé keretében. (2009. március 17.)

## Jubiláló előadások
- Gorkij: Barbárok (25. előadás)
- Srbljanović: Sáskák (25. előadás)
- Spiró György: Koccanás (125. előadás, 2009. május 2.)
- Nestroy: A talizmán (150., utolsó előadás, 2009. június 4.

## A bemutatók vendégművészei és egyetemista közreműködői
- Fodor Tamás Kétezerhetvenhét – Emberek (Margerson); Éhség
- Szabó Győző Barbárok (rendőrfőnök)
- Kovács Ádám Barbárok (falusi legény)
- Tar Renáta Barbárok (Kátya)
- Cziegler Balázs (díszlettervező) A hős és a csokoládékatona
- Füzér Anni (jelmeztervező) A hős és a csokoládékatona
- Monori András (zeneszerző) A hős és a csokoládékatona
- Várady Szabolcs (dalszövegíró) A hős és a csokoládékatona
- Zsuráfszky Zoltán (koreográfus)A hős és a csokoládékatona
- Khell Zsolt (díszlettervező) Éhség
- Khell Csörsz (díszlettervező) Kétezerhetvenhét
- Morcsányi Géza (dramaturg) Vakond
- Szakács Györgyi (jelmeztervező) Éhség; Barbárok
- Szabó C. Mária (jelmeztervező) Kétezerhetvenhét
- Herédi Mónika (jelmeztervező) Vakond
- Kákonyi Árpád (zenei összeállító) Éhség; Barbárok
- Bányai Tamás (világítástervező) Barbárok

## Díjak
- Ivanov: Arany maszk-díj az oroszországi kritikusok, több mint harminc kategóriában díjaznak[3]
- 2009. március 15-én Rezes Judit és a vendégművész Tóth Ildikó (Top Dogs, Ivanov) Jászai Mari-díjat, Máté Gábor Kossuth-díjat kapott. Szintén a legmagasabb művészeti díj birtokosa lett a színház egykori alapító tagja, a vendégként mai is fellépő (Koccanás) Gáspár Sándor is.
- Az évadzáró társulati ülésen a Máthé Erzsi-díjat és a PUKK-díjat is Dankó István, a 2008-ban szerződtetett fiatal művész vehette át.
- "POSZT" (2009)
  - A legjobb rendezés díja:  Ascher Tamás. A Barbárok mellett az Örkény Színházban bemutatott: Jó gyerekek képeskönyve a díjazott előadás.
  - A legjobb díszlet díja: Khell Zsolt A Barbárok és a Pécsi Nemzeti Színházban bemutatott: Arthur Miller, Istenítélet című drámájának díszleteiért.
  - FIDELIO EST a legjobb 30 év alatti színésznő: Tenki Réka

- A Vastaps Alapítvány díjai:[4]
  - Posztumusz külön díjat kapott: Fodor Géza alapító tag, dramaturg
  - A legjobb rendezés: Ascher Tamáss (Barbárok)
  - A legjobb női főszereplő: Jordán Adél (Barbárok; A hős és a csokoládé katona)
  - A legjobb férfi főszereplő: Hajduk Károly (Éhség)
  - A legjobb női mellékszereplő: Bodnár Erika (Kétezerhetvenhét),
  - A legjobb férfi mellékszereplő: Kocsis Gergely (Barbárok; A hős és a csokoládékatona)
- A Főváros Önkormányzat Kulturális Bizottsága díjai:
  - A legjobb rendezés: Ascher Tamás (Barbárok)
  - A legjobb női alakítás: Ónodi Eszter (Barbárok)
- Színikritikusok díjai:
  - Legjobb férfi főszereplő: Hajduk Károly (Éhség)
  - Legígéretesebb pályakezdő: Tenki Réka (Barbárok)